# Ettore Vernazza
Ettore Vernazza (1470 Janov – 27. června 1524 Janov) byl italský notář a filantrop. Od roku 2007 probíhá proces jeho blahořečení a náleží mu titul služebník Boží.
Následoval Caterinu Fieschi Adorno více známou jako svatá Kateřina Janovská.

## Život
Narodil se roku 1470 v Janově. Ví se o něm, že byl notářem. Roku 1497 založil Compagnia del Mandiletto, společnost která byla určena ke sběru almužen pro chudé. Podle ligurského jazyka slovo mandiletto znamená malý kapesník. Je znám hlavně jako zakladatel hospice pro nevyléčitelné a chronické choroby, jehož první stanovy byly schváleny Senátem republiky Janova dne 27. listopadu 1500. S podporou dóžete Ottaviana Fregosa dále založil konzervatoř Dcer svatého Josefa pro vzdělávání chudých dívek.
Prostřednictvím Společnosti božské lásky založil dvě nemocnice v Neapoli a v Římě. Ovdovělý, odešel do své nemocnice. Zemřel 27. června 1524.

## Kanonizační proces
Kanonizační proces byl zahájen 8. září 2007 kdy byl Kongregací pro blahořečení a svatořečení vydán nihil obstat, což znamená, že nic nebrání v započetí procesu. Proces probíhá v Janovské arcidiecézi.